# FFH-Gebiet NSG Vogelfreistätte Lebrader Teich
Das FFH-Gebiet NSG Vogelfreistätte Lebrader Teich ist ein NATURA 2000-Schutzgebiet in Schleswig-Holstein im Kreis Plön im Nordosten der Gemeinde Lebrade. Es liegt im Naturraum „Holsteinische Schweiz“ (Landschafts-ID 70208), in der Haupteinheit Ostholsteinisches Hügelland. Diese ist wiederum Teil der Naturräumlichen Großregion 2. Ordnung Schleswig-Holsteinisches Hügelland. Das Bundesamt für Naturschutz (BfN) rechnet das FFH-Gebiet in seinem Landschaftssteckbrief zur Landschaft Holsteinische Schweiz. Es hat eine Größe von 144 Hektar.

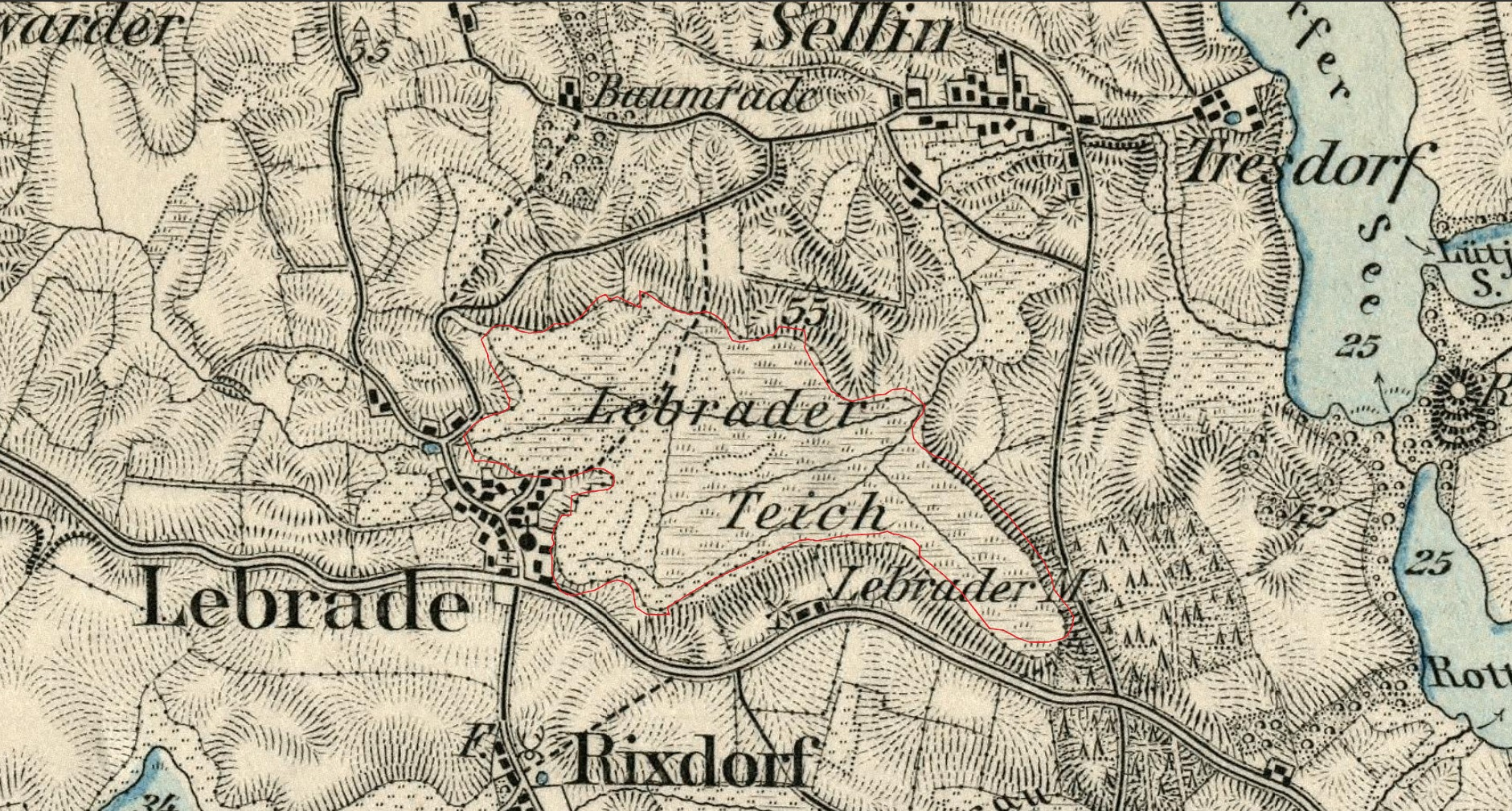
Bild 1ː Lebrader Teich um 1893. Rot umrandet das heutige FFH-Gebiet NSG Vogelfreistätte Lebrader Teich

Die größte Ausdehnung des FFH-Gebietes besteht mit 2,45 Kilometer in Ostwestrichtung. Die höchste Erhebung liegt mit 33 Meter über Normalhöhennull (NHN) am Südrand des Lebrader Teiches, der niedrigste Punkt mit 30 Meter über NHN ist der mittlere Wasserspiegel des Lebrader Teiches, siehe Karte 2. Der Lebrader Teich wird von der Landesstraße 53 (L 53) auf einem Damm durchquert. Beide Gewässerteile sind durch zwei Seedurchlässe miteinander verbunden. Der Teich wird durch das namenlose Fließgewässer Nummer 42 des Gewässerunterhaltungsverbandes Kossau von West nach Ost durchflossen, das schließlich in den Tresdorfer See mündet. In der Karte des Deutschen Reiches von 1893 ist der Teich ohne eine offene Wasserfläche als Trocken- und Feuchtwiese, sowie Bruch und  Moor gekennzeichnet und zeigt den Zustand im Winterhalbjahr, wenn der Teich trockengelegt ist, siehe Bild 1.
Das FFH-Gebiet besteht laut NATURA 2000-Standard-Datenbogen (SDB) vom Mai 2017 zu drei Vierteln aus der FFH-Lebensraumklasse Binnengewässer, siehe Diagramm 1.

## FFH-Gebietsgeschichte und Naturschutzumgebung
Der NATURA 2000-Standard-Datenbogen (SDB) für dieses FFH-Gebiet wurde im Februar 1996 vom Landesamt für Landwirtschaft, Umwelt und ländliche Räume (LLUR) des Landes Schleswig-Holstein erstellt, im August 2000 als Gebiet von gemeinschaftlicher Bedeutung (GGB) vorgeschlagen, im Dezember 2004 von der EU als GGB bestätigt und im Januar 2010 national nach § 32 Absatz 2 bis 4 BNatSchG in Verbindung mit § 23 LNatSchG als besonderes Erhaltungsgebiet (BEG) bestätigt. Der SDB wurde zuletzt im Mai 2017 aktualisiert. Der Managementplan wurde noch nicht veröffentlicht (Stand März 2023).
Das FFH-Gebiet NSG Vogelfreistätte Lebrader Teich ist flächenmäßig identisch mit dem Naturschutzgebiet Vogelfreistätte Lebrader Teich und ist Teil des  Europäischen Vogelschutzgebietes Teiche zwischen Selent und Plön. Es liegt im Naturpark Holsteinische Schweiz und im Schwerpunktbereich 262 des landesweiten Biotopverbundsystems.
Mit der Gebietsbetreuung des Vogelschutzgebietes „Teiche zwischen Selent und Plön“ wurde nach § 20 LNatSchG durch das LLUR der Naturschutzbund Deutschland, Landesverband Schleswig-Holstein betraut.

## FFH-Erhaltungsgegenstand
Laut Standard-Datenbogen vom Mai 2017 sind folgende FFH-Lebensraumtypen (LRT) und Arten als FFH-Erhaltungsgegenstände mit den entsprechenden Beurteilungen zum Erhaltungszustand der Umweltbehörde der Europäischen Union gemeldet worden (Gebräuchliche Kurzbezeichnung (BfN)):
FFH-Lebensraumtypen nach Anhang I der EU-Richtlinie:
- 3150 Natürliche und naturnahe nährstoffreiche Stillgewässer mit Laichkraut oder Froschbiss-Gesellschaften (Gesamtbeurteilung C)[15]
- 7140 Übergangs- und Schwingrasenmoore (Gesamtbeurteilung B)[16]
- 91D0* Moorwälder (Gesamtbeurteilung C)[17]

Arten gemäß Artikel 4 der Richtlinie 2009/147/EG und Anhang II der Richtlinie 92/43/EWG und diesbezügliche Beurteilung des Gebiets:
- 1188 Rotbauchunke (Gesamtbeurteilung B)[19]

Als größter FFH-Lebensraumtyp des FFH-Gebietes nimmt mit knapp drei Vierteln der Gebietsfläche der FFH-LRT 3150 Natürliche und naturnahe nährstoffreiche Stillgewässer mit Laichkraut oder Froschbiss-Gesellschaften ein, siehe Diagramm 2. Die Übergangs- und Schwingrasenmoore umgeben den Moorwald im äußersten Südosten des FFH-Gebietes. Dieser Bereich ist auch das Refugium der Rotbauchunke.
Von August 2017 bis September 2018 wurde eine Biotopkartierung der FFH-Lebensraum- und Biotoptypen im FFH-Gebiet durchgeführt. Dabei zeigen sich gravierende Unterschiede zu den Angaben im Standarddatenbogen (SDB) für die Umweltagentur der EU, siehe Tabelle 1. Die Biotopkartierung stuft nur noch knapp die Hälfte der FFH-Gebietsfläche als FFH-LRT3150 Natürliche und naturnahe nährstoffreiche Stillgewässer mit Laichkraut oder Froschbiss-Gesellschaften ein, siehe Diagramm 3. Der Anteil des FFH-LRT Moorwald wird um ein Drittel der Gesamtfläche erhöht, siehe Tabelle 1. Gut zwei Hektar werden in der Biotopkartierung als FFH-LRT 6510 Magere Flachland-Mähwiesen neu aufgenommen. Sie befinden sich auf einer Halbinsel am Nordrand des Lebrader Teiches (Lage) und knapp ein Hektar FFH-LRT 9190 Alte bodensaure Eichenwälder auf Sandebenen mit Stieleiche wird neu aufgenommen. Diese Fläche liegt unmittelbar an der Ostseite der L 53 (Lage).
| FFH-LRT                                                                                                   | Quelle SDB Oktober 2017 | Quelle aktuelle Biotopkartierung (Stand 2018) |
| --- | ----------------------- | --------------------------------------------- |
| 3150 Natürliche und naturnahe nährstoffreiche Stillgewässer mit Laichkraut oder Froschbiss-Gesellschaften | 102,6                   | 71,3704                                       |
| 6510 Magere Flachland-Mähwiesen                                                                           | -                       | 2,154                                         |
| 7140 Übergangs- und Schwingrasenmoore                                                                     | 8,9                     | 6,4732                                        |
| 9190 Alte bodensaure Eichenwälder auf Sandebenen mit Stieleiche                                           | -                       | 0,9757                                        |
| 91D0* Moorwälder                                                                                          | 8,1                     | 11,3473                                       |
| SUMME | 119,6                   | 92,3206                                       |

## FFH-Erhaltungsziele
Aus den oben aufgeführten FFH-Erhaltungsgegenständen werden als FFH-Erhaltungsziele von besonderer Bedeutung die Erhaltung folgender Lebensraumtypen und Arten im FFH-Gebiet vom Ministerium für Energiewende, Landwirtschaft, Umwelt und ländliche Räume des Landes Schleswig-Holstein erklärt:
- 3150 Natürliche und naturnahe nährstoffreiche Stillgewässer mit Laichkraut oder Froschbiss-Gesellschaften
- 7140 Übergangs- und Schwingrasenmoore
- 91D0* Moorwälder
- 1188 Rotbauchunke

Damit sind alle FFH-Erhaltungsgegenstände als FFH-Erhaltungsziele übernommen worden.

## FFH-Analyse und Bewertung
Das Kapitel FFH-Analyse und Bewertung im Managementplan beschäftigt sich unter anderem mit den aktuellen Gegebenheiten des FFH-Gebietes und den Hindernissen bei der Erhaltung und Weiterentwicklung der FFH-Lebensraumtypen und Arten. Die Ergebnisse fließen in den FFH-Maßnahmenkatalog ein.
Die im FFH-Gebiet ausgewiesenen FFH-LRT-Flächen haben überwiegend eine ungenügende Gesamtbewertung im SDB erhalten, siehe Diagramm 4. Hierbei handelt es sich um den FFH-Lebensraumtyp 3150 Natürliche und naturnahe nährstoffreiche Stillgewässer mit Laichkraut oder Froschbiss-Gesellschaften und 91D0* Moorwälder. Das Übergangsmoor hat eine gute Gesamtbewertung erhalten.
Auf Grund seiner geringen Größe unterliegt der Lebrader Teich nicht der Berichtspflicht über seinen chemischen und ökologischen Zustand an die Europäische Union nach der Wasserrahmenrichtlinie (WRRL). Lediglich das den Teich durchströmende Fließgewässer „Zufluss Lebrader Teiche (Fließgewässer)“ mit der WRRL-Kennung DERW_DESH_KO_06  wird ein Datensatz der elektronischen Berichterstattung 2022 zum 3. Bewirtschaftungsplan WRRL regelmäßig erstellt. Ihm wird darin ein mäßiger ökologischer und ein nicht guter chemischer Zustand bescheinigt. Ausschlaggebend für die schlechte Beurteilung des chemischen Zustandes ist die Überschreitung der zulässigen Grenzwerte bei Bromiertem Diphenylether (BDE) und Quecksilber und Quecksilberverbindungen.
Als Erhaltungsziel von besonderer Bedeutung ist die Rotbauchunke genannt. Ihre Population ist im Gebiet nicht bekannt. Es liegt laut SDB auch keine grobe Schätzung vor. Für die nachhaltige Reproduktion ist für diese Art ein fischfreies Gewässer erforderlich. Ein aktiver Besatz der Teiche mit Karpfen wird seit 1995 nicht mehr durchgeführt. Pächter des Teiches ist seitdem die Marius-Böger-Stiftung, mit dem Ziel, den Teich für den Schutz von Wasservögeln zu entwickeln. Die Leerung des Teiches im Winterhalbjahr wird beibehalten, um überschüssige Nährstoffe zu entfernen und einer Verschlammung des Teiches entgegenzuwirken. Durch den Verzicht auf künstlichen Fischbesatz stehen mehr Wasserpflanzen und Kleinstlebewesen im Sommerhalbjahr als Nahrung für Enten und andere gründelnde und tauchende Vögel zur Verfügung. Die Vogelbestände haben sich seit dieser Verfahrensweise wieder deutlich erhöht.
Im Niedermoorbereich und den Grünflächen im Süden und Westen des FFH-Gebietes werden große Teile nach den Regeln des Vertragsnaturschutzes „Weidewirtschaft Moor ohne Düngung“ bewirtschaftet. Der Moorwald im Osten und der Eichenwald an der L 53 stehen unter Vertragsnaturschutz nach dem Vertragsmuster „Vertragsnaturschutz im Wald“.

## FFH-Maßnahmenkatalog
Der FFH-Maßnahmenkatalog im Managementplan führt neben den bereits durchgeführten Maßnahmen geplante Maßnahmen zur Erhaltung und Entwicklung der FFH-Lebensraumtypen im FFH-Gebiet an. Ein mit den Eigentümern abgestimmter Maßnahmenkatalog ist noch nicht veröffentlicht worden, Stand März 2023.

## FFH-Erfolgskontrolle und Monitoring der Maßnahmen
Eine FFH-Erfolgskontrolle und Monitoring der Maßnahmen findet in Schleswig-Holstein alle 6 Jahre statt. Die Ergebnisse des letzten Monitorings wurden am 19. März 2010 veröffentlicht.